# Adam Bogislaus Rubach
Adam Bogislaus Rubach (* 12. Februar 1652 in Cammin, Schwedisch-Pommern; † nach 1717) war ein Jurist und brandenburgischer Resident in Danzig.

## Leben
Der Vater Adam Rubach war Propst in Cammin, die Mutter Emerentia eine Tochter des dortigen Archidiakons. Der Bruder Eberhard wurde später Ober-Auditeur der Festung Tönning.
Adam Bogislaus Rubach studierte Jura. 1679 promovierte er in Königsberg bei Professor Theodor Pauli. 1694 bis 1718 war er Resident des Kurfürstentums Brandenburg in Danzig.